# Yolande de Dreux

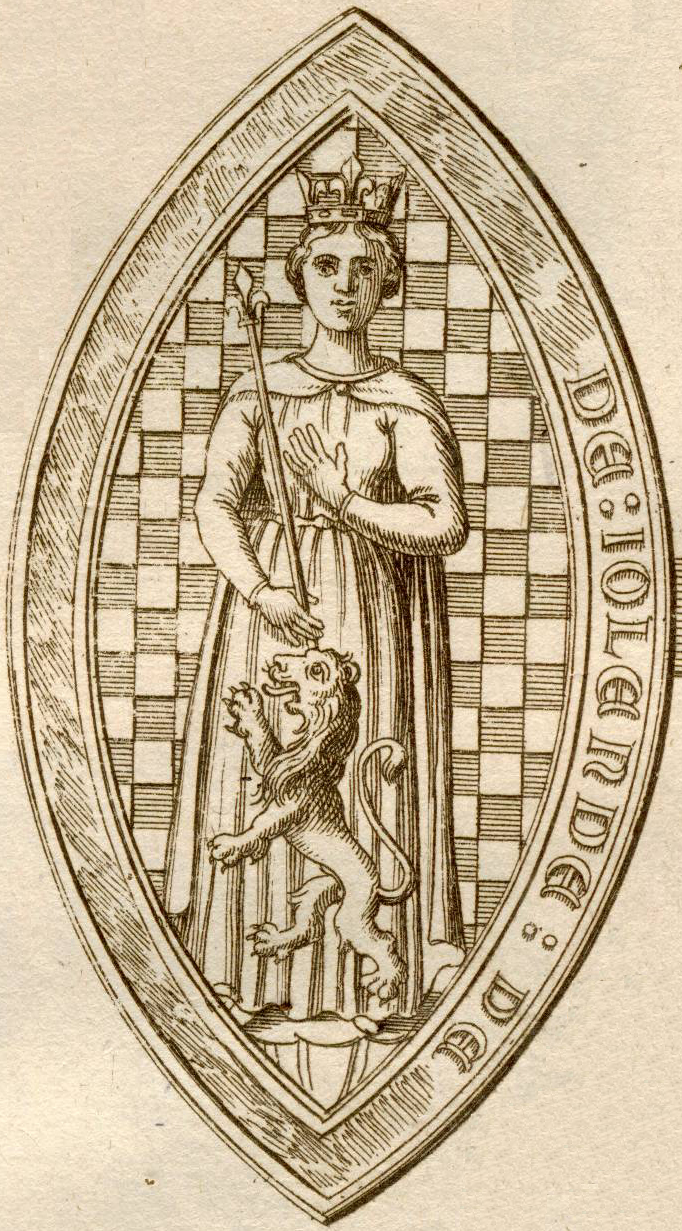
Siegel von Yolande de Dreux

Yolande de Dreux (auch Yolanda von Dreux, † nach 1. Februar 1324) war eine französische Adlige. Als Ehefrau des schottischen Königs Alexander III. war sie zunächst schottische Königin, ehe sie durch ihre zweite Heirat Herzogin der Bretagne wurde.

## Herkunft
Yolande war eine der Töchter von Graf Robert IV. von Dreux und von dessen Frau Beatrice. Ihre Mutter war die Erbtochter von Graf Jean de Montfort-l’Amaury und von dessen Frau Jeanne de Châteaudun. Ihr Vater war als Graf der etwa 60 km westlich von Paris gelegenen Grafschaft Dreux ein mächtiger Vasall der französischen Krone und besaß gute Verbindungen zu zahlreichen Angehörigen des französischen Adels. Über ihren Vater war Yolande eine direkte Nachfahrin des französischen Königs Ludwig VI. Nach der Lanercost Chronicle soll sie zunächst als Nonne in ein Kloster eingetreten sein, ehe sie durch die Aussicht auf die Heirat mit dem schottischen König dem geistlichen Leben wieder entsagte. Hierfür gibt es aber keine Belege, und auch in anderen Chroniken wird nichts von einem früheren Klosterleben von Yolande erwähnt. Da der Chronist von Lancercost über Yolande und ihren ersten Ehemann hauptsächlich ablehnend berichtete, ist diese Behauptung sehr kritisch zu werten.

## Königin von Schottland
Im Februar 1285 sandte der schottische König Alexander III. eine Delegation nach Frankreich, um für ihn eine neue Frau zu suchen. Margarete, die erste Ehefrau des Königs war 1275 gestorben, und bis Anfang 1284 waren auch die drei Kinder des Paars gestorben, so dass Margarete von Norwegen, die einzige Enkelin des Königs, die nächste Thronerbin war. Aus dynastischen Gründen wollte der König nun wieder heiraten, um noch einen Sohn als direkten Thronfolger zu bekommen. Die schottische Gesandtschaft wählte die junge Yolande als Braut für den König aus. Im Sommer 1285 reiste sie zusammen mit ihrem Bruder Jean nach Schottland, und am 14. Oktober fand im Beisein von einer großen Anzahl schottischer und französischer Adliger die Hochzeit statt. Angeblich wurde die Feier jedoch von dunklen Vorzeichen überschattet, und tatsächlich verunglückte der König am 18. März 1286 tödlich, als er auf dem Weg zu seiner Frau in Kinghorn seinem Gefolge vorausritt. Zu diesem Zeitpunkt war Yolande bereits schwanger, worauf mehrere Guardians die Regentschaft von Schottland übernahmen. Ende November 1285 erlitt Yolande entweder eine Fehlgeburt oder das Kind starb kurz nach der Geburt. Über ihre Schwangerschaft gibt es unterschiedliche Berichte, und nach dem Chronisten von Lanercost soll sie überhaupt nicht schwanger gewesen sein, sondern soll versucht haben, das Kind einer fremden Frau als ihr eigenes auszugeben. Der Earl of Buchan soll diesen Plan aber durchkreuzt und Yolande zurück nach Frankreich geschickt haben. Angesichts mehrerer Ungereimtheiten in dem Bericht hat der Chronist von Lanercost offenbar aber nur unbestätigte Gerüchte oder sogar absichtlich Fehlinformationen aufgeschrieben.

## Königinwitwe und zweite Ehe
Tatsächlich lebte Yolande nach dem Tod des Königs zunächst weiter in Schottland, möglicherweise in Stirling Castle. Als Witwe des Königs stand ihr bis zu ihrem Tod ein angemessenes Wittum zu. Sie bezog jährlich £ 200 aus den Einkünften aus Berwick, dazu besaß sie Besitzungen in Stirlingshire sowie ein Gestüt in Jedworth. Schließlich kehrte sie aber nach Frankreich zurück und heiratete im Mai 1294 Arthur, den ältesten Sohn von Herzog Johann II. von der Bretagne und von dessen Frau Beatrix, einer Schwester des englischen Königs Eduard I. Als Erbtochter der Grafschaft Montfort-l’Amaury war Yolande eine lohnenswerte Partie für Arthur, doch über das potentielle Erbe kam es zu einem Rechtsstreit zwischen Yolande und ihrer Schwester Jeanne und deren Mann Jean de Roucy. Nach dem Tod ihrer Mutter 1311 konnte Yolande aber ihren Erbanspruch durchsetzen. 1305 hatte Yolandes Mann nach dem Tod seines Vaters das Herzogtum Bretagne geerbt, er starb jedoch bereits 1312. Nach seinem Tod erbte Johann III., der älteste Sohn aus der ersten Ehe ihres Mannes, die Bretagne.
In Schottland hatte zunächst Margarete von Norwegen, die Enkelin von Alexander III. den Thronanspruch geerbt. Als sie jedoch 1290 überraschend starb, war die direkte Linie des schottischen Königshauses erloschen. Den Thron beanspruchten nun dreizehn Nachkommen von früheren schottischen Königen, worauf es zu einem aufwändigen Erbfolgestreit und schließlich zu einem Unabhängigkeitskrieg gegen England kam. Yolande bestand aber weiterhin auf ihre schottische Besitzungen und Einkünfte. Noch im Oktober 1323 wurde einem französischen Ritter freies Geleit gewährt, um nach Schottland zu reisen und sich dort um Yolandes Wittum zu kümmern. Am 1. Februar 1324 wird Yolande letztmals erwähnt, als sie sich um die Versorgung ihrer Tochter Marie kümmerte, die als Nonne in ein Kloster eingetreten war. Ihr Sterbedatum ist unbekannt.

## Nachkommen und Erbe
Aus ihrer zweiten Ehe mit Arthur hatte Yolande mehrere Kinder:
- Johann von Montfort (1295–1345) ⚭ 1329 Johanna von Flandern (1295–1374)
- Beatrix (1295–1384) ⚭ 1315 Guido X. von Laval
- Johanna (1296–1364) ⚭ 1323 Robert von Flandern
- Alix (1298–1377) ⚭ 1320 Burchard VII., Graf von Vendôme
- Marie (1302–1371), Nonne

Nach ihrem Tod erbte ihr Sohn Johann die Grafschaft Montfort-l’Amaury. Als sein Halbbruder Herzog Johann III. von der Bretagne starb, hatte dieser seine Nichte Johanna als Erbin eingesetzt. Johann von Montfort akzeptierte seine Nichte nicht als Erbin und beanspruchte selber den Herzogtitel, worauf es zum Bretonischen Erbfolgekrieg kam. Diesen Krieg konnte schließlich sein Sohn, Yolandes Enkel Johann für sich entscheiden.